# Marilyn Nash
Marilyn Nash (* 26. Oktober 1926 in Detroit, Michigan; † 7. Oktober 2011 in Oroville, Kalifornien) war eine US-amerikanische Schauspielerin.

## Leben
Marilyn Nash, geboren 1926 in Detroit, begann nach dem Schulbesuch ein Studium der Medizin an der University of Arizona. Bei einem Besuch in Los Angeles traf sie nach dem Ende des Zweiten Weltkrieges Charlie Chaplin, der sie mit einer wöchentlichen Gage von 50 US-Dollar unter Vertrag nahm. Ihr schauspielerisches Debüt gab sie 1947 in Chaplins Filmkomödie Monsieur Verdoux – Der Frauenmörder von Paris und erhielt dafür eine Wochengage von 200 US-Dollar. Im Film spielte sie als Straßenmädchen eine wichtige Nebenrolle. 1951 hatte sie ihren zweiten und letzten Filmauftritt in dem Science-Fiction-Film Unknown World von Terry O. Morse. Nachdem sie anschließend nur noch zwei Auftritte in den Fernsehserien Hopalong Cassidy (1952) und Medic (1955) hatte, zog sie sich als Darstellerin aus dem Filmgeschäft zurück.
Später ließ sie sich in Oroville in Kalifornien nieder und engagierte sich so stark im öffentlichen und gesellschaftlichen Leben der Stadt, dass sie den Spitznamen „Mrs. Oroville“ erhielt. Während dieser Zeit arbeitete sie zeitweise auch als Castingdirektorin für Filmprojekte in der Region.
Marilyn Nash, die zeitweise mit dem Drehbuchautor und Filmproduzenten Philip Yordan liiert war, gab zuletzt Fernsehinterviews für die Dokumentarfilme Chaplin Today: Monsieur Verdoux (2003) und Spine Tingler! The William Castle Story (2007). In dem Buch  Sci-Fi Swarm and Horror Horde (2010) von Tom Weaver berichtete sie schließlich vom Beginn ihrer Karriere sowie die Dreharbeiten zum Film Unknown World.